# 白凪マサ
白凪 マサ（しらなぎ マサ、1980年9月10日 - ）は、日本のイラストレーター・漫画家。愛媛県新居浜市出身。
雑誌『ゲームラボ』（三才ブックス）で、2000年1月号より12月号まで「萌える! CG教室」の講師を担当した。現在は『メガミマガジン』（学習研究社）の読者コーナー「MegaTen!」のイラストレーションを担当中。

## 主な作品

### ゲーム
- 銀色（ねこねこソフト、一部キャラクターデザイン）
- ベルせんせいのトゥルトゥルBOX（RUNE、一部原画）

### 漫画
- クレア学園日誌（学習研究社『コミックキラリティー』、4コマ）
- はるかん（竹書房『まんがくらぶ』、読みきり4コマ）